# Loxobireta albibasalis
Loxobireta albibasalis är en fjärilsart som beskrevs av Matsumura 1929. Loxobireta albibasalis ingår i släktet Loxobireta och familjen tandspinnare. Inga underarter finns listade i Catalogue of Life.